# St. Laurentius (Oettersdorf)

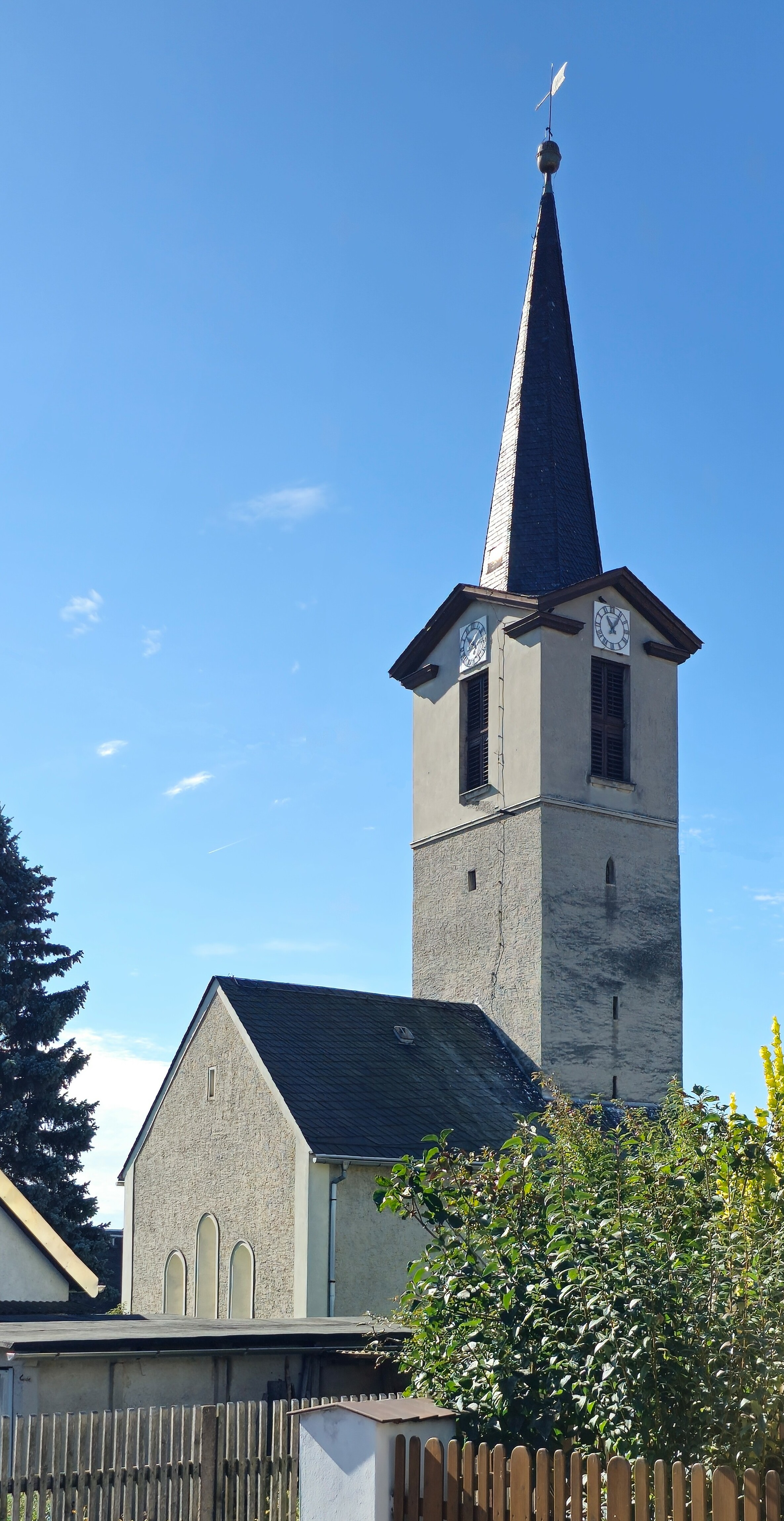
St. Laurentius

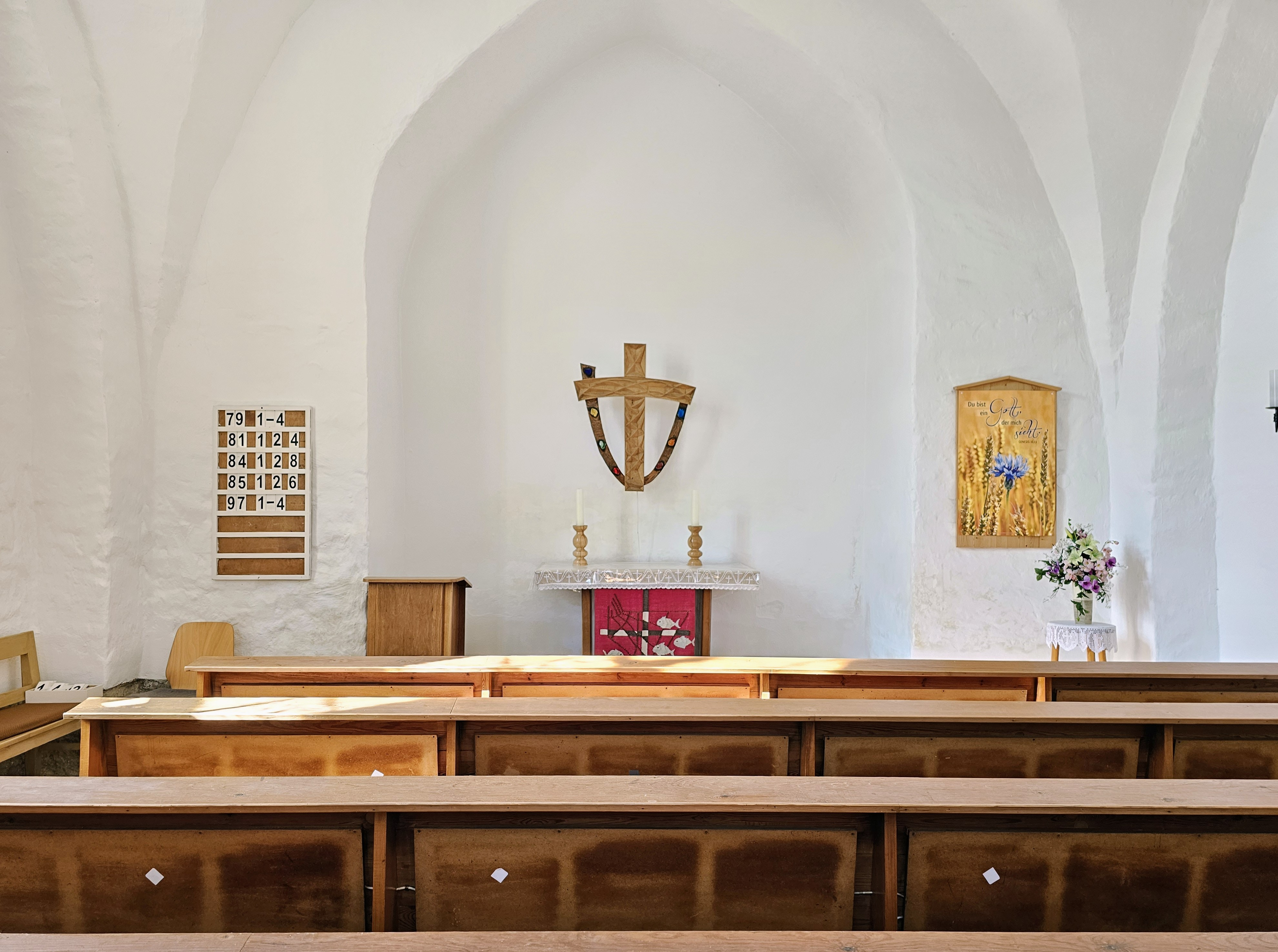
Innenraum (2023)

Die evangelisch-lutherische, denkmalgeschützte Kirche St. Laurentius steht in Oettersdorf, einer Gemeinde im thüringischen Saale-Orla-Kreis. St. Laurentius gehört zum Gemeindeteil Holzmühle der Kirchengemeinde Oettersdorf im Pfarrbereich Oettersdorf-Neundorf im Kirchenkreis Schleiz der Evangelischen Kirche in Mitteldeutschland. Die kleine Kirche wird als Winterkirche verwendet; die meisten Gottesdienste finden in St. Martin statt.

## Beschreibung
Zur Kirchenausstattung gehört ein Kreuz, geschaffen von Elly-Viola Nahmmacher, das über dem Altar hängt.